# Andrzej Glaber
Andrzej Glaber, także Jędrzej Glaber z Kobylina, Glaber Jędrzej Cobylinus (ur. ok. 1500 w Kobylinie, zm. 1555 w Wieluniu) – ksiądz katolicki, lekarz, pisarz, profesor Akademii Krakowskiej, humanista, astrolog, tłumacz, wydawca i popularyzator wiedzy, profesora Akademii Krakowskiej, oficjał wieluński w latach 1543–1546, prepozyt kapituły kolegiackiej w Wieluniu, kanonik kolegiaty św. Anny w Krakowie.

## Życiorys
Urodził się w rodzinie mieszczańskiej niemieckiego pochodzenia, był synem Pawła. Latem roku 1518 rozpoczął studia na Akademii Krakowskiej, tytuł bakałarza otrzymał w 1520, a magistra w 1531. Oprócz łaciny znał język grecki i niemiecki. Od roku 1531 - z przerwami - do 1542 wykładał jako profesor Akademii. Był prepozytem wieluńskim. W roku 1540 objął katedrę astrologii. Od 1541 członek Kolegium Większego oraz kanonik kościoła św. Anny w Krakowie.
Przetłumaczył pierwszą wydaną po polsku (1535 rok) anatomię Gadki o składności członków człowieczych. Zajmował się leczeniem chorób zakaźnych i leczeniem poprzez upuszczanie krwi. Zwolennik wolności w twórczości naukowej i społecznej, podkreślał konieczność kształcenia kobiet (XVI wiek !), bronił praw mieszczan. Wszystkie swoje dzieła wydawał po polsku. Tłumaczył z łaciny na polski dzieła filozoficzne i historyczne (między innymi pisma Macieja Miechowity).

## Twórczość

### Ważniejsze utwory
- Problemata Arystotelis. Gadki... o składności człowieczych członków, Kraków 1535, drukarnia F. Ungler; wyd. następne: Kraków 1620 (zmienione głównie co do układu i podpisane przez Kaliksta Sakowicza, bez wymienienia nazwiska A. Glabera); przedr.: J. Rostafiński "Andrzeja Glabera z Kobylina Gadki o składności człowieczych członków", Kraków 1893, BPP nr 28; fragmenty przedr.: I. Chrzanowski, S. Kot Humanizm i reformacja w Polsce, Lwów 1927, s. 221
- Rozprawa – przedmowa do: M. Konáč Żywoty filozofów – w przekł. polskim M. Bielskiego, Kraków 1535, drukarnia F. Ungler
- Traktat, to jest nauka o puszczaniu krwie, wyd. anonimowo w: S. Falimirz "O ziołach i o mocy ich", Kraków 1534, drukarnia F. Ungler
- Compendiosa totius logicae... enciclopedia, Kraków 1539, drukarnia F. Ungler, (podręcznik szkolny dla studentów trivium, kompilacja)[2]

### Przekłady
- Maciej z Miechowa Polskie wypisanie dwojej krainy świata, Kraków 1535, drukarnia F. Ungler; wyd. następne: Kraków 1541, Kraków 1545, (unikat ed. 1535: Ossolineum nr 10101

### Prace edytorskie
- Zołtarz Dawidów przez mistrza W. Wróbla z Poznania na rzecz polską wyłożony, Kraków 1539, drukarnia F. Ungler, (przygotował językowo do druku, podał wiadomości biograficzne o autorze)

### Utwór o autorstwie niepewnym
- Senatulus, to jest sjem niewieści, który niegdy w Rzymie dzierżan był od trzech stanów ich, od małżonek, wdów i panien, Kraków 1543, drukarnia: wdowa po F. Unglerze, (prozaiczny zbiór zaleceń natury obyczajowej dla kobiet różnych stanów, autorstwo prawdopodobne przypisywał mu K. Badecki)